# مرگ بر اعراب

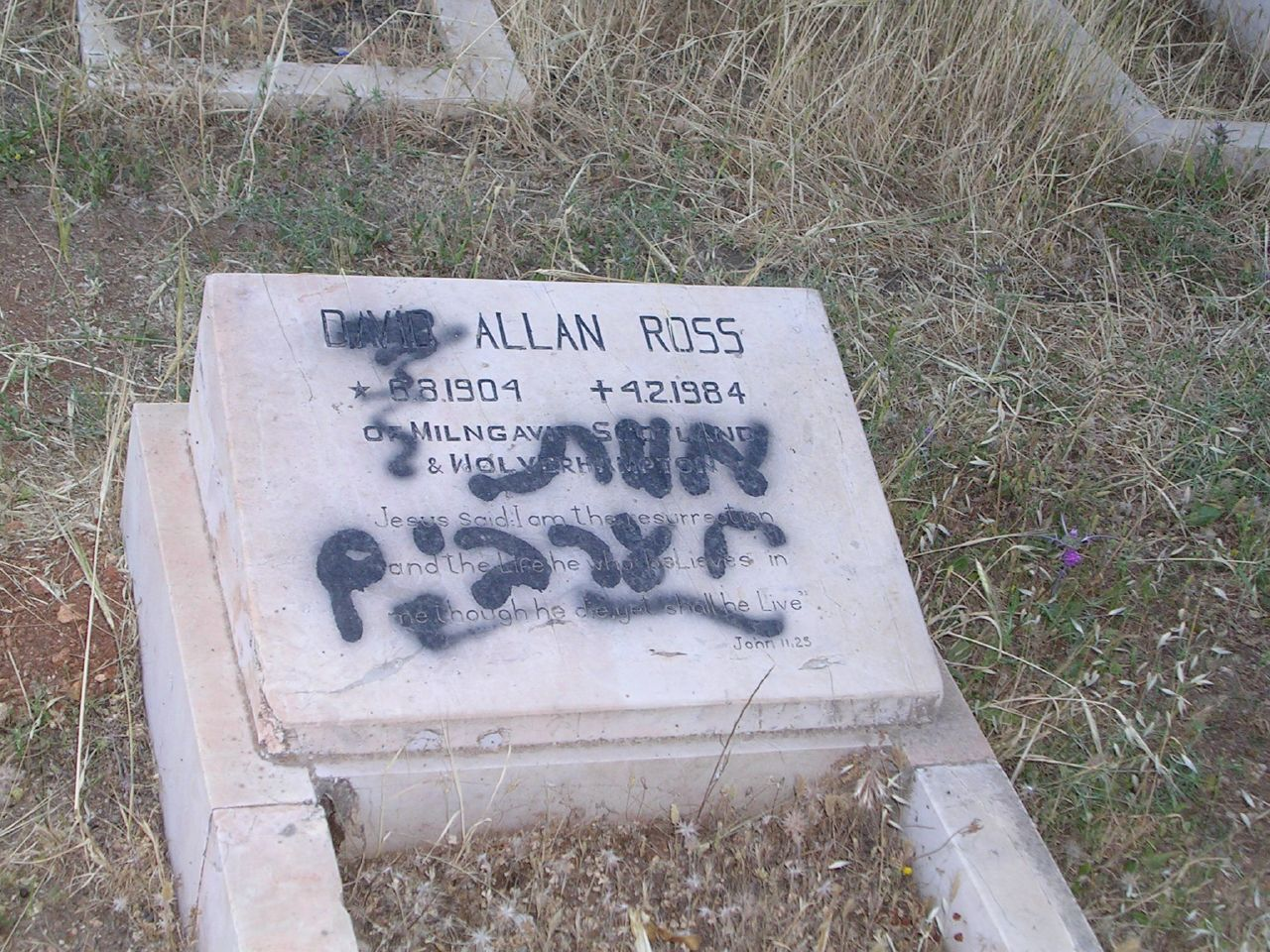
هتک حرمت یک قبر در بیت‌لحم ; گرافیتی نوشته «مرگ بر اعراب» (מוות לערבים، mavet laArabim)

مرگ بر اعراب (عبری: מוות לערבים‎ Mavet La-Aravim) یک شعار ضد عربی است که توسط اسرائیلی‌ها استفاده می‌شود و یک شعار نفرت‌انگیز، نسل کشانه و نژادپرستانه تلقی می‌شود. از این شعار در زمینه‌های متعددی مانند فوتبال، گرافیتی، راهپیمایی‌ها در اورشلیم و در واکنش به کشتار اسرائیلی‌ها به عنوان فراخوانی برای انتقام استفاده می‌شود.

## تاریخ
در سال ۱۹۸۰ گزارش شد که روی یکی از ورودی‌های دانشگاه حیفا به همراه صلیب شکسته نوشته شده بود «مرگ بر عرب‌ها». در همان زمان، جنبش یش خواهان اخراج دانشجویان عرب بود.
پیروان مئیر کاهان در اورشلیم تجمعاتی برگزار کردند که طی آن فریاد مرگ بر اعراب سر داده شد. در سال ۱۹۸۹ حزب کاخ کاهان به دلیل حمایت از نژادپرستی ممنوع شد. اعضای لهاوا در طول راهپیمایی‌ها فریاد مرگ بر اعراب سر می‌دهند. در جریان شورش‌های اکتبر ۲۰۰۰، یهودیان اسرائیلی به شدت به اعراب حمله کردند و فریاد «مرگ بر اعراب» سر دادند. دو عرب کشته شدند. در سال ۲۰۰۹، گزارش شد که اعضای حزب اسرائیل بیتنو در جریان کنفرانس حزب در جاده‌های الجلیل جمع شده بودند و فریاد مرگ بر اعراب بر خودروهای عبوری سر می‌دادند. در ۱۶ اوت ۲۰۱۲، جمال جولانی یک نوجوان فلسطینی هفده ساله در میدان صهیون توسط نوجوانان یهودی که فریاد مرگ بر عرب سر می‌دادند، تا سر حد مرگ مورد ضرب و شتم قرار گرفت. پس از کشته شدن فادی علون در سال ۲۰۱۵ در اورشلیم، شهرک نشینان در مقابل جسد او فریاد مرگ بر اعراب سر دادند. زمانی که الور آزاریا به خاطر قتل غیرقانونی یک فلسطینی بدون سلاح که پس از اصابت گلوله و خلع سلاح به او زخمی شده بود، محاکمه شد، مردم در تظاهرات گسترده شعار «مرگ بر اعراب» سر دادند. . یک نظرسنجی نشان داد که ۶۵ درصد از یهودیان اسرائیل این قتل را تأیید کردند.
از اواخر دهه ۱۹۹۰، «مرگ بر اعراب» یک شعار رایج در استادیوم‌های فوتبال اسرائیل بوده‌است. بیتر اورشلیم، یک باشگاه فوتبال که به هواداران ضد عرب معروف است، به‌طور معمول از هوادارانش می‌خواهد فریاد «مرگ بر اعراب» سر دهند. پس از عادی سازی روابط بین اسرائیل و امارات در سال ۲۰۲۰، شیخ حمد بن خلیفه آل نهیان، تاجر اماراتی، اعلام کرد که قصد دارد ۵۰ درصد از سهام این باشگاه را خریداری کند. موشه هوگگ، یکی از مالکان، گفت که ترتیبات جدید، تلاشی برای تغییر چهره باشگاه است. با این حال، این روند ادامه پیدا نکرد و در سال ۲۰۲۲ به دنبال ادعای سوء رفتار مالی و متهم شدن هوگگ به جنایات جنسی از بین رفت.
«مرگ بر اعراب» معمولاً در گرافیتی استفاده می‌شود و پس از حملات برچسب قیمت مشاهده شده‌است.
این شعار گاهی در واکنش به کشتار اسرائیلی‌ها استفاده می‌شود که خواهان انتقام هستند. فلسطینی‌ها یک عبارت تلافی‌جویانه به‌نام «قصابی یهودیان» دارند.
راهپیمایی‌های ملی گرایانه روز اورشلیم به یاد اشغال قدس شرقی در سال ۱۹۶۷ است. شعار «مرگ بر عرب» در این راهپیمایی‌ها شنیده می‌شود، مانند راهپیمایی‌هایی که در سال‌های ۲۰۱۵، و ۲۰۲۱ برگزار شد.

## واکنش‌ها
امیر بن پورات، جامعه‌شناس اسرائیلی، استفاده از «مرگ بر اعراب» را در بافتِ تغییرات در مناقشه اسرائیل و فلسطین و همچنین اعتقاد بسیاری از اسرائیلی‌ها مبنی بر اینکه شهروندان عرب اسرائیل باید کشور را ترک کنند، توضیح می‌دهد. وی بیان می‌کند که این شعار «منشأ گرفته از مؤلفه‌های خاصی از فرهنگ سیاسی جاری در اسرائیل است و از آن حمایت دریافت می‌کند». گسترش استفاده از این شعار همزمان با درخواست‌های راست سیاسی برای اخراج شهروندان عرب اسرائیل بود. به گفته اور کاشتی، نویسنده هاآرتص، استفاده روزافزون از این شعار توسط جوانان بیش از شکست سیستم آموزشی اسرائیل حکایت از موفقیت دارد. به گفته ایان اس. لوستیک، این عبارت و سایر موارد مشابه «شعارهای نازی‌ها و رفتار آلمانی‌ها را در ذهن‌های هماهنگ با هولوکاستی تقلید می‌کند».
نادرا شلهوب کورکیان، محقق حقوقی می‌گوید که پیام‌هایی مانند "مرگ بر اعراب" "بخشی از چشم انداز زیبایی شناختی استعماری شهرک نشینان " فضاهای فلسطینی است و این پیام‌ها "همگرا می‌شوند تا یک فضای زیباشناختی خشونت آمیز برای جنایات استعماری و مشروع علیه آنها ایجاد کنند.". آنات ریمون-اور استدلال کرده‌است که این شعار - که با طبقه کارگر مزراحی مرتبط است - باعث ناراحتی بیشتر در جامعه یهودی لیبرال اسرائیل می‌شود تا مرگ اعراب توسط اسرائیلی‌ها.
نوران الحمدان از مؤسسه خاورمیانه به استانداردی دوگانه اشاره می‌کند: «فلسطینی‌ها دائماً مجبور می‌شوند منظور خود را راجع به «از رودخانه تا دریا» روشن کنند، و حتی زمانی که روشن شود، سوءنیت آنها پیش‌فرض است. در همین حال، بخش قابل توجهی از جامعه اسرائیل معتقد است «مرگ بر اعراب» اشکالی ندارد و به ما می‌گویند منظوری نداریم ندیم حوری، مدیر «ابتکار اصلاحات عربی»، می‌گوید در حالی که گروه‌هایی از اسرائیلی‌ها که فریاد مرگ بر اعراب می‌دهند، به عنوان پدیده‌ای حاشیه‌ای در جامعه اسرائیل به تصویر کشیده می‌شوند، وقتی یک فلسطینی یا عرب چیزی نفرت‌انگیز می‌گوید، کل جامعه خشونت‌آمیز تلقی می‌شود.» جمال بومن، نماینده نیویورک اظهار داشت: «این یک شعار نسل‌کشانه است. بیایید اسمش را همان که هست بگذاریم.»